# Черво
О курорте на Сардинии см. Порто-Черво
Черво (итал. Cervo) — коммуна в Италии, располагается в регионе Лигурия, в провинции Империя.
Население составляет 1142 человека (2008 г.), плотность населения составляет 337 чел./км². Занимает площадь 3 км². Почтовый индекс — 18010. Телефонный код — 0183.
Покровителем коммуны почитается святой Иоанн Креститель, празднование 24 июня.

## Демография
Динамика населения:

## Города-побратимы
- Серво, Испания (2008)

## Администрация коммуны
- Официальный сайт: http://www.cervo.com/